# Jakorian Bennett
Jakorian Bennett (Mobile, 23 agosto 2000) è un giocatore di football americano statunitense che milita nel ruolo di cornerback per i Philadelphia Eagles della National Football League (NFL). Al college ha giocato per l'Università del Maryland a College Park.

## Carriera universitaria
Bennett, originario di Mobile in Alabama, cominciò a giocare a football da cornerback nella locale McGill-Toolen Catholic High School, venendo valutato come un prospetto medio (tre stelle su cinque) per il college football.

### Hutchinson Community College
Bennett andò a giocare nel 2018 per l'Hutchinson Community College, nel Kansas, con i Blue Dragons impegnati nella Kansas Jayhawk Community College Conference (KJCCC) della National Junior College Athletic Association (NJCAA). In due stagioni con i Blue Dragons fece registrare 25 tackle, tre tackle con perdita di yard e tre intercetti. Per la stagione 2019 fu inserito nella squadra dei migliori giocatori della conference (First-Team All-KJCCC).

### Università del Maryland a College Park

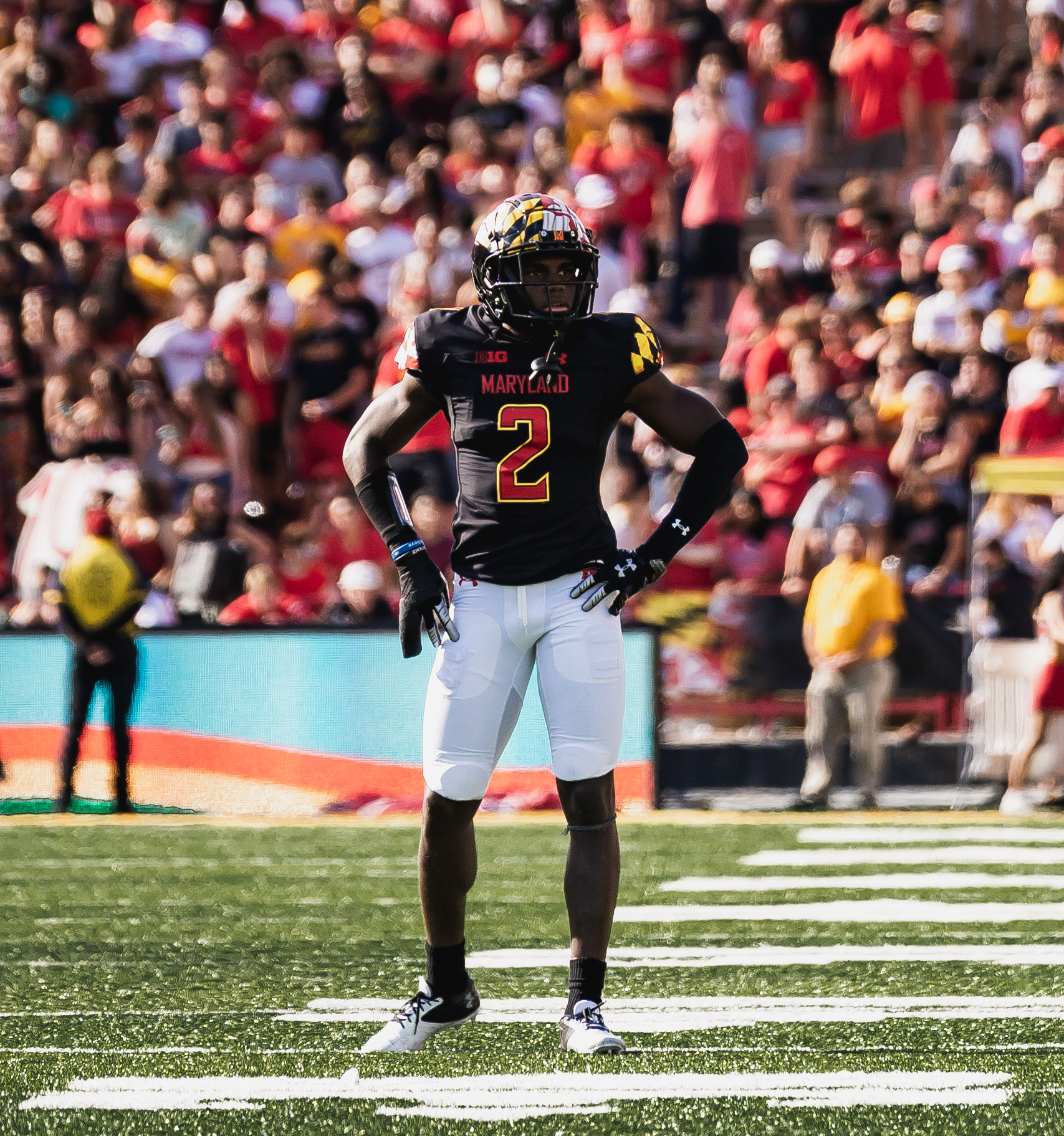
Bennett nel 2021 col Maryland

Il 17 dicembre 2019 Bennett si trasferì all'Università del Maryland di College Park andando a giocare con i Terrapins che militano nella Big Ten Conference (B1G) della Divisione I della Football Bowl Subdivision (FBS) della NCAA.
Nella sua prima stagione con i Terrapins, quella del 2020 accorciata a causa della pandemia di COVID-19, Bennett giocò quattro gare totalizzando sei tackle, due passaggi deviati e un sack. La stagione successiva saltò solo una partita a causa di un infortunio, facendo registrare 24 tackle (23 solo) e tre intercetti. Nella stagione 2022 fece 27 passaggi deviati, primo a livello nazionale, un field goal bloccato e un sack.
Il 5 dicembre 2022 Bennett si dichiarò per partecipare al Draft NFL 2023. Fu valutato dagli analisti come una possibile scelta del quarto giro. Invitato alla NFL Scouting Combine, Bennett si mise in evidenza soprattutto nella prova di velocità, facendo la 40-yard dash in 4,30 secondi.

## Carriera professionistica

### Las Vegas Raiders
Bennett fu scelto nel quarto giro, 104º assoluto, del Draft NFL 2023 dai Las Vegas Raiders. Per selezionarlo i Raiders facero uno scambio di scelte per salire dall'originale 109ª alla 104ª. Il 16 giugno 2023 Bennett firmò il suo contratto da rookie, un quadriennale per complessivi 4,7 milioni di dollari.

#### Stagione 2023
Il 29 agosto 2023 Bennett rientrò nel roster attivo della squadra per la stagione e, con l'occasione, cambiò il proprio numero di maglia scegliendo lo 0, diventando così il primo giocatore dei Raiders ad indossare tale numero, nuovamente ammesso nella NFL da quest'anno. Bennett debuttò da professionista il 10 settembre 2023 come titolare nella gara di settimana 1, la vittoria 17-16 sui Denver Broncos, in cui mise a tabellino sette tackle, giocando tutti gli snap difensivi della gara. La sua stagione da rookie si chiuse con 32 placcaggi e 3 passaggi deviati in 14 presenze, 4 delle quali come titolare.

#### Stagione 2024
Sebbene solo al suo secondo anno da professionista, Bennett iniziò la stagione 2024 venendo considerato come un giocatore pronto e affidabile. Nelle prime due gare stagionali gli furono preferiti Jack Jones e Nate Hobbs nel ruolo di titolare nello schema con due cornerback, ma poi a partire dalla gara di settimana 3 Bennett giocò da titolare. Dopo la gara dell'ottavo turno contro i Kansas City Chiefs fu multato dalla lega per 6.200 dollari per un tackle giudicato eccessivamente violento. Nella gara dell'undicesimo turno contro i Miami Dolphins si infortunó ad una spalla nel corso del primo quarto di gioco, dovendo lasciare il campo e terminando anzitempo la sua partita.
Dopo aver saltato per questo infortunio la gara successiva, alla vigilia del tredicesimo turno, il 28 novembre 2024, fu inserito in lista riserve/infortunati, terminando anzitempo la sua seconda stagione.

### Philadelphia Eagles
Il 5 agosto 2025 Bennett fu scambiato con i Philadelphia Eagles. Il capo-allenatore degli Eagles Vic Fangio dichiarò di aspettarsi da Bennett di poter competere per un posto da titolare nella squadra detentrice del Super Bowl.

## Statistiche

### Stagione regolare
| Stagione | Stagione | Stagione | Stagione | Difesa  | Difesa  | Difesa  | Difesa | Difesa | Difesa  | Difesa |
| Anno     | Squadra  | P        | PT       | T. tot. | T. sol. | T. ass. | Sck    | Int.   | P. Dev. | Fmb F. |
| -------- | -------- | -------- | -------- | ------- | ------- | ------- | ------ | ------ | ------- | ------ |
| 2023     | LV       | 14       | 4        | 32      | 24      | 8       | 0,0    | 0      | 3       | 0      |
| 2024     | LV       | 10       | 7        | 26      | 15      | 11      | 0,0    | 0      | 8       | 0      |
| Totale   | Totale   | 24       | 11       | 58      | 39      | 19      | 0,0    | 0      | 11      | 0      |

Fonte: Football Database